# Villeroy (Sekwana i Marna)
Villeroy – miejscowość i gmina we Francji, w regionie Île-de-France, w departamencie Sekwana i Marna.
Według danych na rok 1990 gminę zamieszkiwało 509 osób, a gęstość zaludnienia wynosiła 89 osób/km² (wśród 1287 gmin regionu Île-de-France Villeroy plasuje się na 801. miejscu pod względem liczby ludności, natomiast pod względem powierzchni na miejscu 628.).